# Gitanillo de Triana
Francisco Vega de los Reyes, conocido en el mundo de la tauromaquia como Gitanillo de Triana y también como Curro Puya (Sevilla, 1904 - Madrid, 1931) fue un torero español de etnia gitana.

## Biografía
Tomó el apodo "de Triana" por ser originario del popular barrio sevillano de Triana, donde nació el 23 de diciembre de 1904. Su primera novillada tuvo lugar en San Fernando (Cádiz) el 18 de mayo de 1924, y su primera corrida en Madrid fue el 30 de julio de 1926, donde alternó con Lagartito y Julio Mendoza.
Tomó la alternativa el 28 de agosto de 1927 en la Real Plaza de Toros de El Puerto de Santa María, apadrinado por Rafael El Gallo. En la temporada taurina de 1930, lidió 51 corridas en toda España.
El 31 de mayo de 1931, durante una corrida en Madrid, sufrió una cogida que le supuso tres gravísimas cornadas, infligidas por el toro Fandanguero, de Pérez-Tabernero. Murió en el hospital unos meses después, el 14 de agosto. Su grave herida fue seguida en un principio con gran preocupación por todos los medios de comunicación, sin embargo su fallecimiento, ocurrido 75 días después, solo fue anunciado en segunda página por la prensa especializada.
Gitanillo de Triana fue considerado un torero irrepetible, fino y muy estilista, además de un maestro de la verónica. Su hermano menor, Rafael (1915-1969), también torero, adoptó igualmente como apodo Gitanillo de Triana, por lo que en ocasiones se les ha confundido.
En su honor, una calle de Sevilla lleva su nombre.